# Pedaria aethiopica
Pedaria aethiopica là một loài bọ cánh cứng trong họ Bọ hung (Scarabaeidae).